# El rei David
El rei David (títol original: King David) és una pel·lícula dramàtica estatunidenca del 1985 sobre el segon rei de la Terra d'Israel, David. Va ser dirigida per Bruce Beresford i protagonitzada per Richard Gere en el paper del títol. Ha estat doblada al català.

## Argument
La pel·lícula segueix la vida de David, dibuixant principalment les històries bíbliques, com Samuel, les Cròniques, i els Salms de David.

## Producció
Va ser rodada el 1984 a Matera i Craco, les dues a Basilicata, i Campo Imperatore, a Abruzzo, al vall de Lanaitto (Oliena) a Sardenya, Itàlia, i als Estudis Pinewood a Anglaterra.

## Repartiment
- Richard Gere: David
- Edward Woodward: Saül
- Alice Krige: Betsabé
- Denis Quilley: Samuel
- Niall Buggy: Nathan
- Cherie Lunghi: Michal
- Hurd Hatfield: Ahimelech
- Jack Klaff: Jonathan
- John Castell: Abner
- Tim Woodward: Joab
- David de Keyser: Ahitophel
- Ian Sears: David Jove
- Simon Dutton: Eliab
- Jean-Marc Barr: Absalom
- George Eastman: Goliat
- Arthur Whybrow: Jessè
- Christopher Malcolm: Doeg l'Edomita
- Valentine Pelka: Shammah
- Ned Vukovic: Malchishua
- Gina Bellman: Tamar
- James Coombes: Amnon
- James Lister: Uries l'hitita
- Jason Carter: Salomó
- Genevieve Allenbury: Ahinoam
- Massimo Sarchielli: Palastu
- Aïché Nana: Ahinoab
- Ishia Bennison: Maacà
- Jenny Lipman: Abigail
- Roberto Renna: Zabad
- Marino Masé: King Agag
- George Eastman: Goliath
- Anton Alexander: corredor
- Tomás Milián: Akiss
- John Barrard: Benjamite Major
- Michael Müller: Abinadab
- Mark Drewry: Ishbosheth
- John Gabriel: rei Jehosaphat
- Lorenzo Piani: Guardià
- Nicholas van der Weide: Salomó, Jove
- Shimon Avidan: Jove Absalom

## Rebuda
La pel·lícula no va ser molt ben rebuda pels crítics, amb el New York Times que diu "...No una pel·lícula bona...". A Rotten Tomatoes van donar la pel·lícula un index del 14%. L'actuació de Richard Gere en la pel·lícula li va suposar una nominació al Premi Golden Raspberry al Actor Pitjor, que va perdre contra Sylvester Stallone per Rambo: First Blood Part II i Rocky IV.

### Repercussions
Anys més tard, Bruce Beresford diu de la pel·lícula:Penso que hi ha unes quantes coses interessants. Però, hi ha tantes coses que estan malament. Mai m'ha agradat el guió... Realment mai hi va haver amistat entre David i Jonathan. No hi va haver prou escenes entre ells. I el mateix David - penso que Richard Gere tenia un paper no apropiat. És un actor meravellós però està molt millor en peces contemporànies.